# ヘビー・ペッティング
『ヘビー・ペッティング』（Heavy Petting）は、1988年のアメリカ映画。日本公開は1990年12月22日。
一種の風俗ドキュメンタリー映画であり、1950年代の若者の異性への興味、性の意識、セックス観などニュース・フィルムや当時の俳優やのちの有名人、関係者などのインタビューなど交えて描く。手法､演出、構成的にはのちの『ツイスト』と非常に酷似している。監督は『アトミック・カフェ』の製作顧問オビー・ベンツとジョシュア・ワレツキー。

## スタッフ
- 監督 : オビー・ベンツ、ジョシュア・ワレツキー
- 撮影 : サンディ・シッセル
- 音楽 : ハル・ウィルナー

## キャスト
- デヴィッド・バーン
- アビー・ホフマン
- ローリー・アンダーソン
- ウィリアム・S・バロウズ
- サンドラ・バーンハード
- アレン・ギンズバーグ